# Wim Nijs
Wilhelmus Johannes Hyacinthus (Wim) Nijs (Hillegersberg, 16 september 1902 – Amsterdam, 20 juni 1961) was een Nederlands beeldhouwer, graficus, schilder en textielkunstenaar.

## Leven en werk
Wim of Willem Nijs was een zoon van kantoorbediende Weijnandt Johannes Nijs en Anna Maria Willeman. Hij werd opgeleid aan de Academie van Beeldende en Technische Kunsten in Rotterdam als leerling van Lambertus Franciscus Edema van der Tuuk en Simon Miedema (1923-1925). Hij was opgeleid als beeldhouwer, maar ontwikkelde zich later tot schilder en graficus. Nijs was lid van Arti et Amicitiae.
Naast bouwbeeldhouwwerk maakte Nijs ook religieus kleinplastiek, waaronder Heilig-Hartbeeldjes en crucifixen. Vanaf de eerste helft van de jaren dertig ontwierp Nijs onder meer paramenten, zoals koorkappen en driestellen, en rouwtapijten die werden uitgevoerd door het borduuratelier van J.L. Sträter. Hij nam geregeld deel aan religieuze tentoonstellingen in binnen- en buitenland. In 1937 maakte hij De opstanding, een Christusbeeld, in opdracht van de Nederlandse regering voor de Wereldtentoonstelling in Parijs.
Oorlogsjaren
Nijs was tijdens de crisisjaren in financiële nood gekomen. Hij besloot zich in juni 1940 aan te sluiten bij de NSB, omdat hij verwachtte dat het nationalisme de positie van kunstenaars zou verbeteren. Hij sloot zich ook aan bij de Nederlandsche Kultuurkamer. In opdracht van de PTT ontwierp hij in 1942 de Legioenzegels, postzegels "ten bate van het voorzieningsfonds van het Nederlandsch Legioen". Nijs was een periode lid van de Vrijwillige Hulppolitie (1942-1943) en ingedeeld bij de WA. Hij vroeg ontslag omdat hij zich als kunstenaar niet geschikt vond voor dat werk. Opdrachten die hij kreeg voor een buste van Anton Mussert, een opdracht van het Departement van Volksvoorlichting en Kunsten, en een beeld van een Duitse adelaar rondde hij niet af. In 1944 ontwierp Nijs postzegels ten behoeve van Winterhulp en de Nederlandsche Volksdienst (NVD). Na de oorlog werd Nijs gearresteerd (mei 1945) en veroordeeld tot een gevangenisstraf van veertien maanden. Hij zat de straf uit in verschillende bewaringskampen.
In 1960 had Nijs nog een solo-expositie met etsen en tekeningen in Museum Huis van Looy. Hij overleed het jaar erop, op 58-jarige leeftijd, en werd begraven op begraafplaats Westerveld.

## Werken (selectie)
- 1932-1941 bouwbeeldhouwwerk, communiebanken, teakhouten Madonna en een Sint-Antoniuspaneel voor de Goede Herderkerk (Wassenaar).
- 1934 gevelreliëf van St. Agnes en ebbenhouten crucifix voor de kapel van het klooster Onze Lieve Vrouwe ter Eem, Amersfoort.
- 1934 ontwerp wit driestel met koorkap t.g.v. het 25-jarig bestaan van de Sint-Henricuskerk (Amersfoort).
- 1934 preekstoel voor de kerk in Harmelen.
- 1934 altaarretabel in de kapel van het moederhuis van de Zusters Dominicanessen in Voorschoten.[10]
- 1935 kapitelen aan de zuilen in de kapel van het kleinseminarie in Apeldoorn.
- 1935-1936 ontwerp schilderingen achter hoofdaltaar van de Sint-Josephkerk (Hilversum).
- 1936 entreereliëf drukkerij, Lutherse Burgwal 27-29, Den Haag.
- 1937 ingangssculptuur woonhuis, Wilhelminapark 1, Breda.[11]
- 1937 De opstanding, Christusbeeld voor de Wereldtentoonstelling in Parijs.
- 1938 tweetal sierhekken veranda Ritz Carlton in de kajuitklasse en een aluminium crucifix voor de scheepskapel van de Nieuw Amsterdam, van de Holland-Amerika Lijn.
- 1942 ontwerp Legioenzegels
- 1944 ontwerp postzegels voor de Winterhulp-NVD
- 1954 beeldje van twee dansende kinderen op een globe, vakantiecentrum, Kruiningergors

## Galerij

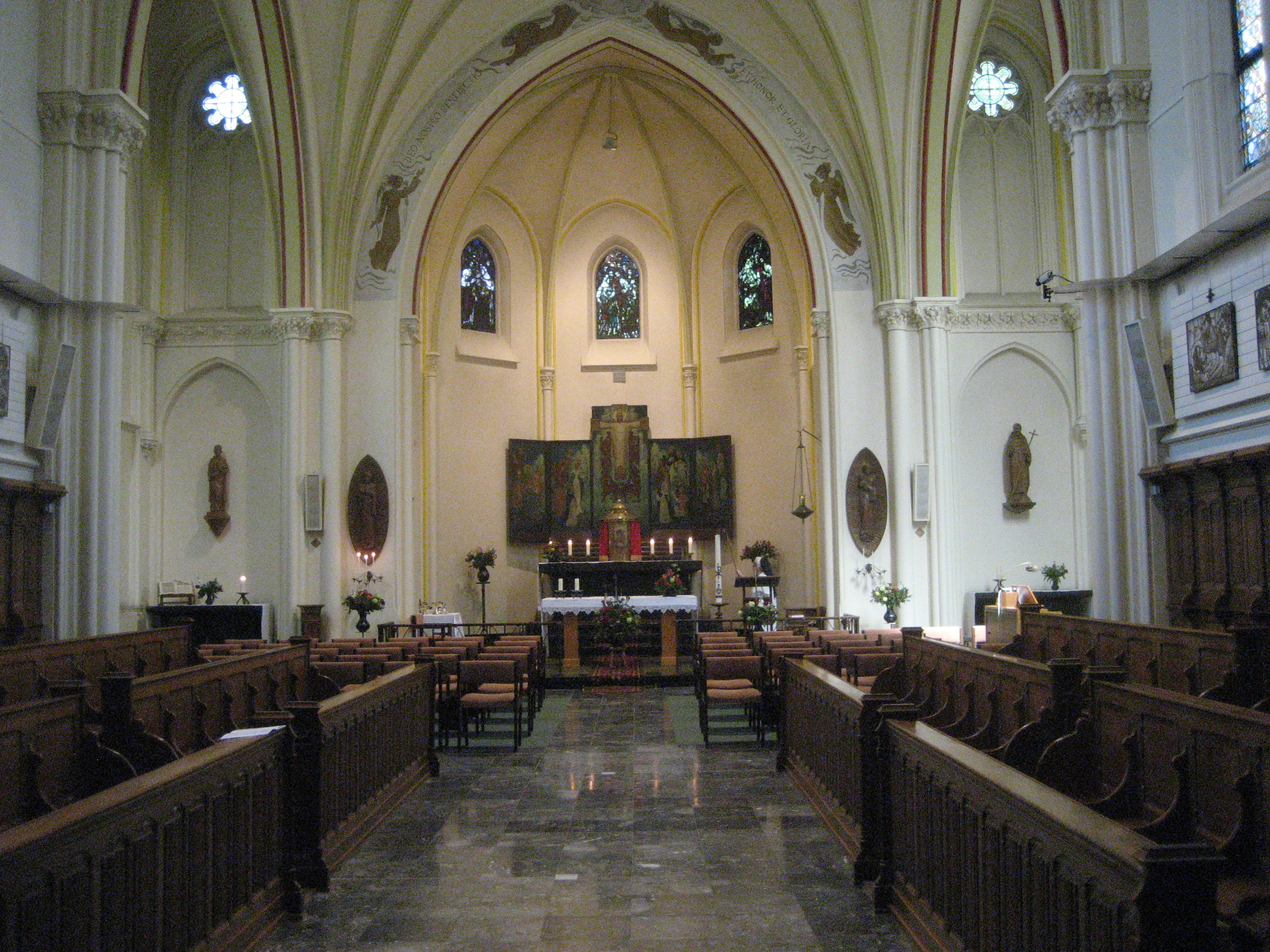
Altaarretabel, Voorschoten
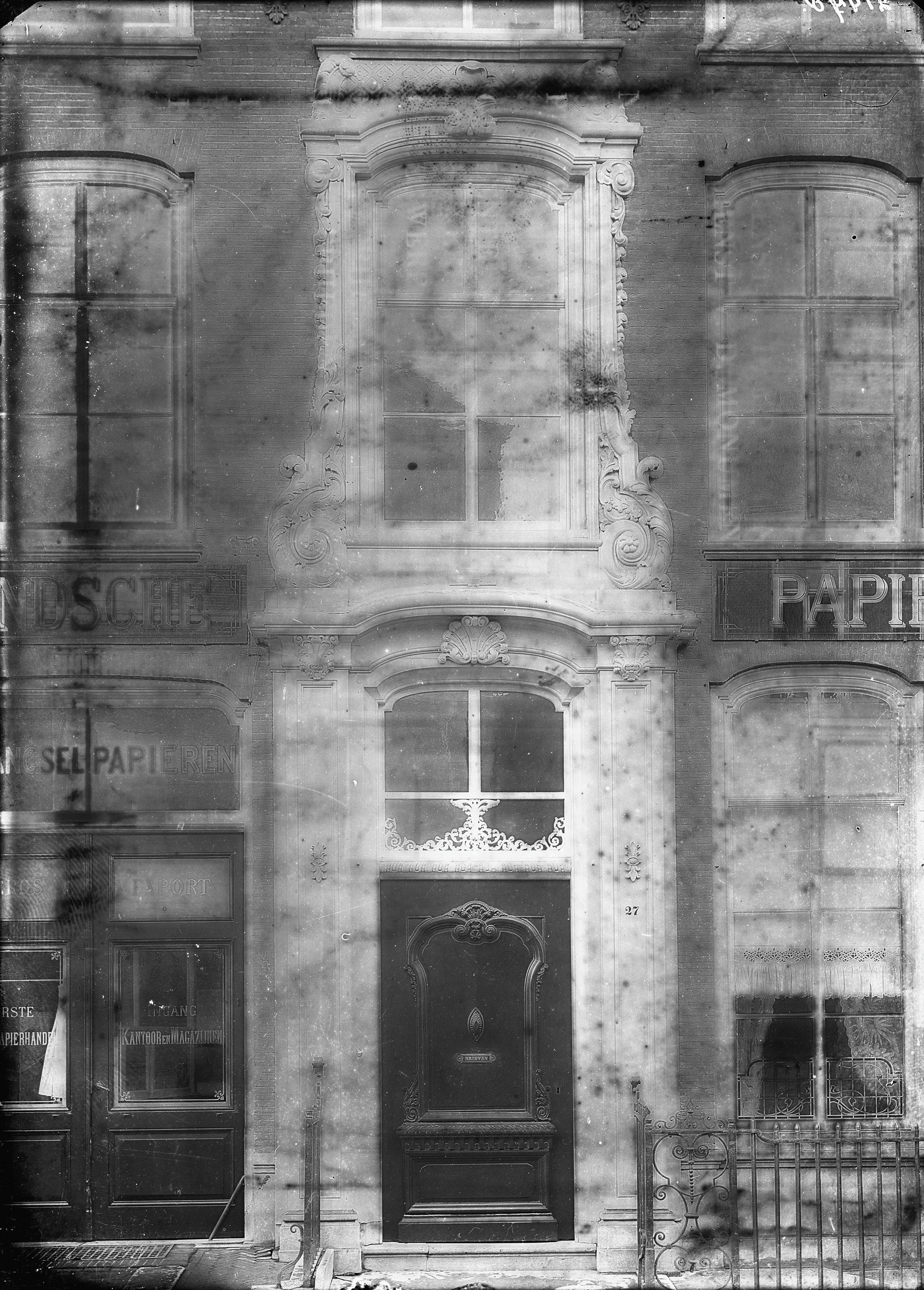
Lutherse Burgwal 27, Den Haag
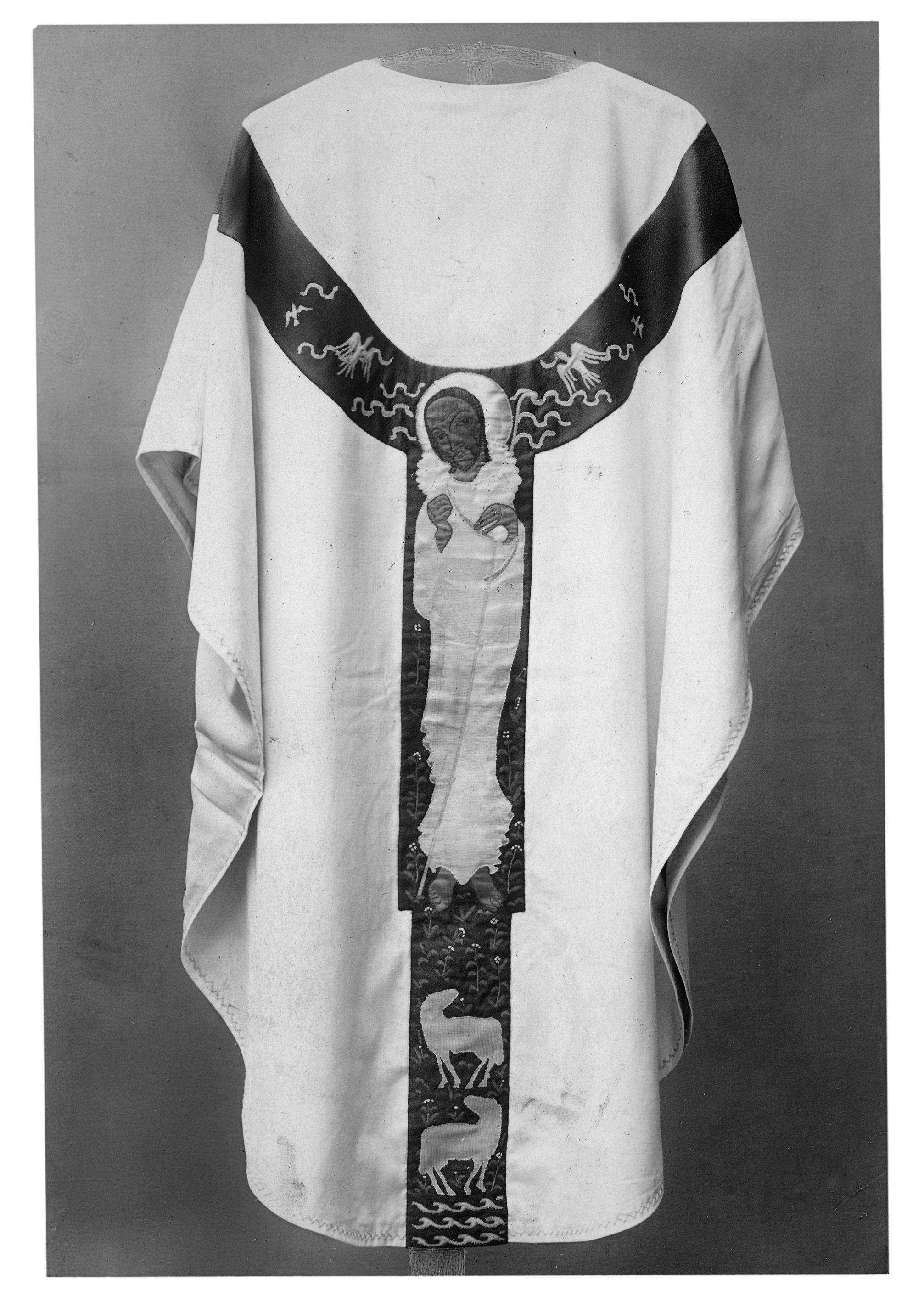
Kazuifel
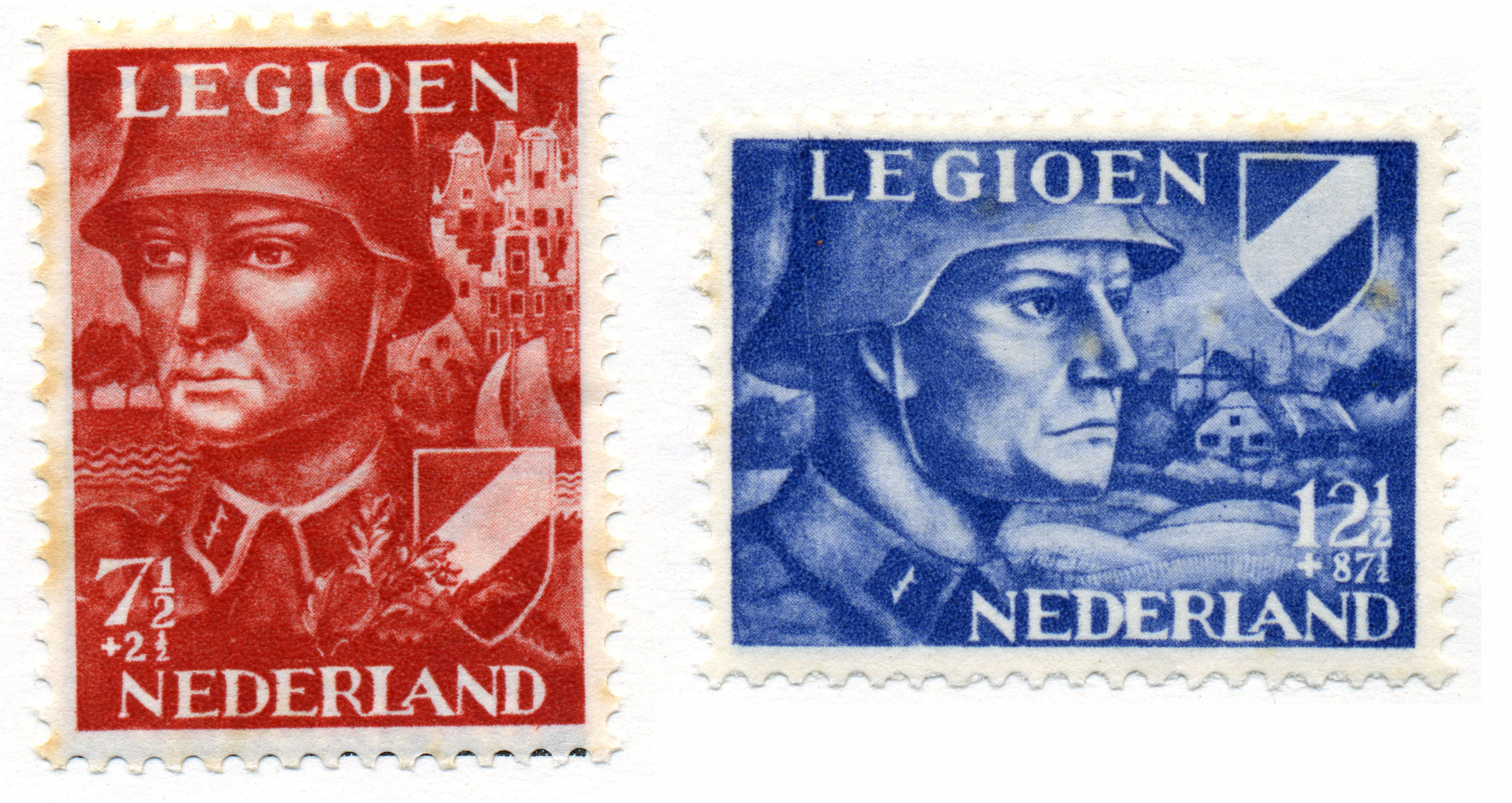
Legioenzegels

- Biografisch Portaal: 26318906
- RKD-Nederlands Instituut voor Kunstgeschiedenis: 59646